# Président du Sénat de la République (Italie)
Pour les articles homonymes, voir Président du Sénat.
Le président du Sénat de la République (Presidente del Senato della Repubblica) est, en Italie, le sénateur chargé de présider les travaux de la chambre haute du Parlement de la République italienne. Il est, derrière le président de la République, le deuxième personnage de l'État italien, ce qui lui confère notamment le pouvoir d'assurer l'intérim de la fonction présidentielle en cas de vacance avérée de celle-ci.
Occupant en principe cette fonction tout au long d'une législature, le président du Sénat doit présider les séances plénières tout comme il assure la présidence de la conférence des présidents et d'autres organes auxquels est pleinement associée la présidence de la chambre haute. Comme son collègue président de la Chambre des députés, il doit veiller à la recevabilité des projets et propositions de loi et doit veiller au respect du règlement de l'institution en son sein.
S'il ne peut assurer l'exercice de ses fonctions, le président du Sénat est remplacé par l'un de ses vice-présidents, lesquels doivent conduire les séances plénières dans l'hémicycle du palais Madame par le biais d'une dérogation. Les vice-présidents peuvent également remplacer le titulaire de la fonction si celui-ci devait décider de sortir provisoirement de sa neutralité pour prendre parti lors d'un vote ce qui, en général, demeure exceptionnel compte-tenu de l'impartialité qu'exige la fonction.
L'actuel titulaire de la fonction est Ignazio La Russa (FdI) depuis le 13 octobre 2022.

## Historique
Le sénateur Gaspare Coller a présidé le Sénat du royaume de Sardaigne du 3 mai au 30 décembre 1848, mais c'est Ruggero Settimo qui a été le premier président du Sénat du royaume d'Italie de 1861 à sa mort, en 1863. Le dernier président du Sénat du royaume fut Pietro Tomasi della Torretta. Quant au Sénat de la République, Ivanoe Bonomi en fut le premier président, du 8 mai 1948 à sa mort, le 20 avril 1951.
Depuis l'instauration de la République italienne en 1946, le Sénat fut présidé par dix-neuf hommes ; seul Amintore Fanfani, membre de la Démocratie chrétienne, présida l'institution durant trois mandats non consécutifs, de 1968 à 1973, de 1976 à 1982 puis de 1985 à 1987.
Un seul président du Sénat de la République, Francesco Cossiga, a été élu par la suite président de la République italienne, mais nombreux sont, depuis 1948, ceux qui ont dirigé un gouvernement avant de présider les travaux du Sénat : Ivanoe Bonomi, Amintore Fanfani, Francesco Cossiga et Giovanni Spadolini.
Le président du Sénat dispose, pour ses réceptions, d'un appartement au sein du palais Giustiniani, qui jouxte le palais Madame.

## Élection
Aux deux premiers tours de scrutin, la majorité absolue des sénateurs est requise. En cas de troisième tour, la majorité absolue suffit. Si un quatrième tour est nécessaire, il confronte les deux candidats arrivés en tête du tour précédent ; est élu celui qui remporte le plus grand nombre de voix. En cas d'égalité, la présidence revient au plus âgé.

## Rôle
Le président du Sénat de la République doit diriger les débats de la Chambre haute, faire respecter le règlement au sein de l'hémicycle et présider le Conseil de la présidence. D'autre part, il doit représenter l'institution dans la péninsule comme à l'étranger. Quand il ne peut diriger les débats de l'assemblée, il doit déléguer cette charge à l'un de ses vice-présidents.
Si le chef de l'État ne pouvait assumer ses fonctions, c'est au président du Sénat d'assumer ces fonctions à titre provisoire, jusqu'à l'élection d'un nouveau président de la République. Durant cette période, le premier vice-président (vicepresidente vicario) doit remplir les devoirs dévolus au président du Sénat jusqu'à la fin de l'intérim présidentiel.